# لیویا لیبیچووا
لیویا لیبیچووا (اسلواکی: Lívia Libičová؛ زادهٔ ۴ مهٔ ۱۹۷۷) بازیکن زن بسکتبال اهل اسلواکی بود. وی در بازی‌های المپیک تابستانی ۲۰۰۰ شرکت کرده‌است.